# Гильбоа (региональный совет)
Гильбо́а — региональный совет на севере Израиля, расположенный на склонах горного хребта Гильбоа. Получил муниципальный статус в 1949 году. В пределах регионального совета расположено 38 населённых пункта, из них 8 кибуцов, 13 мошавов и 6 социальных посёлков. Совет состоит из 38 представителей, во главе которых стоит Овад Нур.

## История
Горы Гильбоа, граничащие с Изреельской долиной с юга и районом Бейт-Шеан с запада, образуют часть разграничительной линии земли Израиля. В 1921 году 75 человек из рабочей группы Иосифа Трумпельдора построили палаточный лагерь возле Мааян-Харода. Большинство из них были репатриантами в Израиль времен второй алии, а некоторые прибыли в третьей алие. Некоторые из них были членами организации Ха-Шомер.

## Население
По статистическим данным Центрального статистического бюро Израиля население регионального совета на 2024 год составляет 33 102 человек.